# Výtrusovci
Výtrusovci (Apicomplexa) je skupina jednobuněčných alveolátních organismů. Dříve byla řazena do říše prvoků (Protozoa), později mezi Chromista či Chromalveolata. Dnes jsou klasifikováni v rámci kladu Alveolata jako součást superskupiny Sar. Výtrusovci dosahují velikosti 0,004–0,04mm. Jsou to výhradně parazité, nitrobuněční (intracelulární) nebo mimobuněční (extracelulární). Tělo je tvořeno jedinou buňkou se systémem organel apikálního komplexu, kryje ho pelikula, která se skládá z vnější a vnitřní membrány. Potrava je přijímána pasivně – pomocí osmózy, nebo pinocytózou. Vylučování probíhá povrchem těla, dýchání má formu anaerobní. Pohyb obstarává buď posuv podélných lišt na povrchu těla, nebo soustava myofibril umožňující kontrakci buňky a její klouzavý pohyb.

## Zástupci
- Hromadinky (Gregarinida)
  - Př.Hromadinka švábí (Gregarina blattarum)

- Kokcidiovci (Coccidiomorpha)
  - podtřída: Kokcidie (Coccidia)
    - Př.Toxoplasma gondii původce toxoplazmóza
    - Kokcidie jaterní (Eimeria stiedae)

  - podtřída: Krvinkovky (Haemosporidia)
    - Př. Zimnička (Plasmodium) původce malárie.

## Rozmnožování
Výtrusovci mají složité vývojové cykly, střídá se u nich pohlavní a nepohlavní rozmnožování. Nejprve u nich dochází k rozdělení jedince - sporozoita, na množství dceřiných jedinců (tento jev se nazývá schizogonie, nebo také merogonie). Toto se opakuje 2–3krát, následuje zrací dělení buněk (meióza), tvorba gamet, jejich splynutím vznikne oocysta (tento jev se nazývá gametogonie), cyklus uzavírá nepohlavní namnožení uvnitř oocysty (sporogonie). U třídy výtrusovců - hromadinek (Gregarinia) sporozoit roste v tzv. trofozoit.

## Systém a fylogeneze
Systém kmene Apicomplexa je neustálený a liší se zdroj od zdroje, přičemž často obsahuje mnohé parafyletické taxony (viz např. Klasifikace eukaryot).
Fylogenetickým základem systematiky potvrzeným analýzami z 20. let 21. století jsou 4 klady:
- Gregarinasina/Gregarinea – hromadinky/gregariny;
- Marosporida[pozn. 1];
- Coccidia – kokcidie;[pozn. 2]
- Aconoidasida/Hematozoa – krvinkovky (v širším smyslu);[pozn. 3]
- samostatně (mimo výše uvedené) a nejbazálněji se odvětuje linie rodu Cryptosporidium (někdy uváděná pod názvem Cryptosporidia[4]).

Analýza s nově získanými genomickými informacemi v r. 2024 vyčlenila některé kokcidie do samostatné linie Adeleorina, odvětvující se bazálněji, ještě před krvinkovkami, případně i marosporidy. Není však dosud jasné, zda je většinově totožná s dříve zavedeným stejnojmenným podřádem Adeleorina Léger, 1911, tedy zda obsahuje kromě prokázaných čeledí Adeleidae a Legerellidae i tzv. hemogregariny (čeledi Dactylosomatidae, Haemogregarinidae, Hepatozoidae a Karyolysidae).
Vnější a vnitřní příbuzenské vztahy jednotlivých vyšších taxonů je proto vhodnější vyjádřit aktuálními (r. 2023) fylogenetickými stromy, ve kterých jsou jednotlivé větve identifikovány kromě názvů i příklady zahrnutých rodů:

### Vnější vztahy
|  | obrněnky                  |
|  |                           |
|  | Perkinsozoa/Protalveolata |
|  |                           |

| Chrompodellida/Apicomonadea | \| \| Chromerida (Chromera, Piridium, Vitrella) \| \| \| \| \| \| Colpodellida (Colpodella) \| \| \| \| \| \| Voromonadida (Alphamonas, Voromonas) \| \| \| \| |
|                             | \| \| Chromerida (Chromera, Piridium, Vitrella) \| \| \| \| \| \| Colpodellida (Colpodella) \| \| \| \| \| \| Voromonadida (Alphamonas, Voromonas) \| \| \| \| |
|                             | Apicomplexa |
|                             | |
|                             | Chromerida (Chromera, Piridium, Vitrella) |
|                             | |
|                             | Colpodellida (Colpodella) |
|                             | |
|                             | Voromonadida (Alphamonas, Voromonas) |
|                             | |

|  | Chromerida (Chromera, Piridium, Vitrella) |
|  |                                           |
|  | Colpodellida (Colpodella)                 |
|  |                                           |
|  | Voromonadida (Alphamonas, Voromonas)      |
|  |                                           |

| Chrompodellida/Apicomonadea | \| \| Chromerida (Chromera, Piridium, Vitrella) \| \| \| \| \| \| Colpodellida (Colpodella) \| \| \| \| \| \| Voromonadida (Alphamonas, Voromonas) \| \| \| \| |
|                             | \| \| Chromerida (Chromera, Piridium, Vitrella) \| \| \| \| \| \| Colpodellida (Colpodella) \| \| \| \| \| \| Voromonadida (Alphamonas, Voromonas) \| \| \| \| |
|                             | Apicomplexa |
|                             | |
|                             | Chromerida (Chromera, Piridium, Vitrella) |
|                             | |
|                             | Colpodellida (Colpodella) |
|                             | |
|                             | Voromonadida (Alphamonas, Voromonas) |
|                             | |

|  | Chromerida (Chromera, Piridium, Vitrella) |
|  |                                           |
|  | Colpodellida (Colpodella)                 |
|  |                                           |
|  | Voromonadida (Alphamonas, Voromonas)      |
|  |                                           |

|  | obrněnky                  |
|  |                           |
|  | Perkinsozoa/Protalveolata |
|  |                           |

| Chrompodellida/Apicomonadea | \| \| Chromerida (Chromera, Piridium, Vitrella) \| \| \| \| \| \| Colpodellida (Colpodella) \| \| \| \| \| \| Voromonadida (Alphamonas, Voromonas) \| \| \| \| |
|                             | \| \| Chromerida (Chromera, Piridium, Vitrella) \| \| \| \| \| \| Colpodellida (Colpodella) \| \| \| \| \| \| Voromonadida (Alphamonas, Voromonas) \| \| \| \| |
|                             | Apicomplexa |
|                             | |
|                             | Chromerida (Chromera, Piridium, Vitrella) |
|                             | |
|                             | Colpodellida (Colpodella) |
|                             | |
|                             | Voromonadida (Alphamonas, Voromonas) |
|                             | |

|  | Chromerida (Chromera, Piridium, Vitrella) |
|  |                                           |
|  | Colpodellida (Colpodella)                 |
|  |                                           |
|  | Voromonadida (Alphamonas, Voromonas)      |
|  |                                           |

| Chrompodellida/Apicomonadea | \| \| Chromerida (Chromera, Piridium, Vitrella) \| \| \| \| \| \| Colpodellida (Colpodella) \| \| \| \| \| \| Voromonadida (Alphamonas, Voromonas) \| \| \| \| |
|                             | \| \| Chromerida (Chromera, Piridium, Vitrella) \| \| \| \| \| \| Colpodellida (Colpodella) \| \| \| \| \| \| Voromonadida (Alphamonas, Voromonas) \| \| \| \| |
|                             | Apicomplexa |
|                             | |
|                             | Chromerida (Chromera, Piridium, Vitrella) |
|                             | |
|                             | Colpodellida (Colpodella) |
|                             | |
|                             | Voromonadida (Alphamonas, Voromonas) |
|                             | |

|  | Chromerida (Chromera, Piridium, Vitrella) |
|  |                                           |
|  | Colpodellida (Colpodella)                 |
|  |                                           |
|  | Voromonadida (Alphamonas, Voromonas)      |
|  |                                           |

|  | obrněnky                  |
|  |                           |
|  | Perkinsozoa/Protalveolata |
|  |                           |

| Chrompodellida/Apicomonadea | \| \| Chromerida (Chromera, Piridium, Vitrella) \| \| \| \| \| \| Colpodellida (Colpodella) \| \| \| \| \| \| Voromonadida (Alphamonas, Voromonas) \| \| \| \| |
|                             | \| \| Chromerida (Chromera, Piridium, Vitrella) \| \| \| \| \| \| Colpodellida (Colpodella) \| \| \| \| \| \| Voromonadida (Alphamonas, Voromonas) \| \| \| \| |
|                             | Apicomplexa |
|                             | |
|                             | Chromerida (Chromera, Piridium, Vitrella) |
|                             | |
|                             | Colpodellida (Colpodella) |
|                             | |
|                             | Voromonadida (Alphamonas, Voromonas) |
|                             | |

|  | Chromerida (Chromera, Piridium, Vitrella) |
|  |                                           |
|  | Colpodellida (Colpodella)                 |
|  |                                           |
|  | Voromonadida (Alphamonas, Voromonas)      |
|  |                                           |

| Chrompodellida/Apicomonadea | \| \| Chromerida (Chromera, Piridium, Vitrella) \| \| \| \| \| \| Colpodellida (Colpodella) \| \| \| \| \| \| Voromonadida (Alphamonas, Voromonas) \| \| \| \| |
|                             | \| \| Chromerida (Chromera, Piridium, Vitrella) \| \| \| \| \| \| Colpodellida (Colpodella) \| \| \| \| \| \| Voromonadida (Alphamonas, Voromonas) \| \| \| \| |
|                             | Apicomplexa |
|                             | |
|                             | Chromerida (Chromera, Piridium, Vitrella) |
|                             | |
|                             | Colpodellida (Colpodella) |
|                             | |
|                             | Voromonadida (Alphamonas, Voromonas) |
|                             | |

|  | Chromerida (Chromera, Piridium, Vitrella) |
|  |                                           |
|  | Colpodellida (Colpodella)                 |
|  |                                           |
|  | Voromonadida (Alphamonas, Voromonas)      |
|  |                                           |

|  | obrněnky                  |
|  |                           |
|  | Perkinsozoa/Protalveolata |
|  |                           |

| Chrompodellida/Apicomonadea | \| \| Chromerida (Chromera, Piridium, Vitrella) \| \| \| \| \| \| Colpodellida (Colpodella) \| \| \| \| \| \| Voromonadida (Alphamonas, Voromonas) \| \| \| \| |
|                             | \| \| Chromerida (Chromera, Piridium, Vitrella) \| \| \| \| \| \| Colpodellida (Colpodella) \| \| \| \| \| \| Voromonadida (Alphamonas, Voromonas) \| \| \| \| |
|                             | Apicomplexa |
|                             | |
|                             | Chromerida (Chromera, Piridium, Vitrella) |
|                             | |
|                             | Colpodellida (Colpodella) |
|                             | |
|                             | Voromonadida (Alphamonas, Voromonas) |
|                             | |

|  | Chromerida (Chromera, Piridium, Vitrella) |
|  |                                           |
|  | Colpodellida (Colpodella)                 |
|  |                                           |
|  | Voromonadida (Alphamonas, Voromonas)      |
|  |                                           |

| Chrompodellida/Apicomonadea | \| \| Chromerida (Chromera, Piridium, Vitrella) \| \| \| \| \| \| Colpodellida (Colpodella) \| \| \| \| \| \| Voromonadida (Alphamonas, Voromonas) \| \| \| \| |
|                             | \| \| Chromerida (Chromera, Piridium, Vitrella) \| \| \| \| \| \| Colpodellida (Colpodella) \| \| \| \| \| \| Voromonadida (Alphamonas, Voromonas) \| \| \| \| |
|                             | Apicomplexa |
|                             | |
|                             | Chromerida (Chromera, Piridium, Vitrella) |
|                             | |
|                             | Colpodellida (Colpodella) |
|                             | |
|                             | Voromonadida (Alphamonas, Voromonas) |
|                             | |

|  | Chromerida (Chromera, Piridium, Vitrella) |
|  |                                           |
|  | Colpodellida (Colpodella)                 |
|  |                                           |
|  | Voromonadida (Alphamonas, Voromonas)      |
|  |                                           |

|  | obrněnky                  |
|  |                           |
|  | Perkinsozoa/Protalveolata |
|  |                           |

| Chrompodellida/Apicomonadea | \| \| Chromerida (Chromera, Piridium, Vitrella) \| \| \| \| \| \| Colpodellida (Colpodella) \| \| \| \| \| \| Voromonadida (Alphamonas, Voromonas) \| \| \| \| |
|                             | \| \| Chromerida (Chromera, Piridium, Vitrella) \| \| \| \| \| \| Colpodellida (Colpodella) \| \| \| \| \| \| Voromonadida (Alphamonas, Voromonas) \| \| \| \| |
|                             | Apicomplexa |
|                             | |
|                             | Chromerida (Chromera, Piridium, Vitrella) |
|                             | |
|                             | Colpodellida (Colpodella) |
|                             | |
|                             | Voromonadida (Alphamonas, Voromonas) |
|                             | |

|  | Chromerida (Chromera, Piridium, Vitrella) |
|  |                                           |
|  | Colpodellida (Colpodella)                 |
|  |                                           |
|  | Voromonadida (Alphamonas, Voromonas)      |
|  |                                           |

| Chrompodellida/Apicomonadea | \| \| Chromerida (Chromera, Piridium, Vitrella) \| \| \| \| \| \| Colpodellida (Colpodella) \| \| \| \| \| \| Voromonadida (Alphamonas, Voromonas) \| \| \| \| |
|                             | \| \| Chromerida (Chromera, Piridium, Vitrella) \| \| \| \| \| \| Colpodellida (Colpodella) \| \| \| \| \| \| Voromonadida (Alphamonas, Voromonas) \| \| \| \| |
|                             | Apicomplexa |
|                             | |
|                             | Chromerida (Chromera, Piridium, Vitrella) |
|                             | |
|                             | Colpodellida (Colpodella) |
|                             | |
|                             | Voromonadida (Alphamonas, Voromonas) |
|                             | |

|  | Chromerida (Chromera, Piridium, Vitrella) |
|  |                                           |
|  | Colpodellida (Colpodella)                 |
|  |                                           |
|  | Voromonadida (Alphamonas, Voromonas)      |
|  |                                           |

|  | obrněnky                  |
|  |                           |
|  | Perkinsozoa/Protalveolata |
|  |                           |

| Chrompodellida/Apicomonadea | \| \| Chromerida (Chromera, Piridium, Vitrella) \| \| \| \| \| \| Colpodellida (Colpodella) \| \| \| \| \| \| Voromonadida (Alphamonas, Voromonas) \| \| \| \| |
|                             | \| \| Chromerida (Chromera, Piridium, Vitrella) \| \| \| \| \| \| Colpodellida (Colpodella) \| \| \| \| \| \| Voromonadida (Alphamonas, Voromonas) \| \| \| \| |
|                             | Apicomplexa |
|                             | |
|                             | Chromerida (Chromera, Piridium, Vitrella) |
|                             | |
|                             | Colpodellida (Colpodella) |
|                             | |
|                             | Voromonadida (Alphamonas, Voromonas) |
|                             | |

|  | Chromerida (Chromera, Piridium, Vitrella) |
|  |                                           |
|  | Colpodellida (Colpodella)                 |
|  |                                           |
|  | Voromonadida (Alphamonas, Voromonas)      |
|  |                                           |

| Chrompodellida/Apicomonadea | \| \| Chromerida (Chromera, Piridium, Vitrella) \| \| \| \| \| \| Colpodellida (Colpodella) \| \| \| \| \| \| Voromonadida (Alphamonas, Voromonas) \| \| \| \| |
|                             | \| \| Chromerida (Chromera, Piridium, Vitrella) \| \| \| \| \| \| Colpodellida (Colpodella) \| \| \| \| \| \| Voromonadida (Alphamonas, Voromonas) \| \| \| \| |
|                             | Apicomplexa |
|                             | |
|                             | Chromerida (Chromera, Piridium, Vitrella) |
|                             | |
|                             | Colpodellida (Colpodella) |
|                             | |
|                             | Voromonadida (Alphamonas, Voromonas) |
|                             | |

|  | Chromerida (Chromera, Piridium, Vitrella) |
|  |                                           |
|  | Colpodellida (Colpodella)                 |
|  |                                           |
|  | Voromonadida (Alphamonas, Voromonas)      |
|  |                                           |

|  | obrněnky                  |
|  |                           |
|  | Perkinsozoa/Protalveolata |
|  |                           |

| Chrompodellida/Apicomonadea | \| \| Chromerida (Chromera, Piridium, Vitrella) \| \| \| \| \| \| Colpodellida (Colpodella) \| \| \| \| \| \| Voromonadida (Alphamonas, Voromonas) \| \| \| \| |
|                             | \| \| Chromerida (Chromera, Piridium, Vitrella) \| \| \| \| \| \| Colpodellida (Colpodella) \| \| \| \| \| \| Voromonadida (Alphamonas, Voromonas) \| \| \| \| |
|                             | Apicomplexa |
|                             | |
|                             | Chromerida (Chromera, Piridium, Vitrella) |
|                             | |
|                             | Colpodellida (Colpodella) |
|                             | |
|                             | Voromonadida (Alphamonas, Voromonas) |
|                             | |

|  | Chromerida (Chromera, Piridium, Vitrella) |
|  |                                           |
|  | Colpodellida (Colpodella)                 |
|  |                                           |
|  | Voromonadida (Alphamonas, Voromonas)      |
|  |                                           |

| Chrompodellida/Apicomonadea | \| \| Chromerida (Chromera, Piridium, Vitrella) \| \| \| \| \| \| Colpodellida (Colpodella) \| \| \| \| \| \| Voromonadida (Alphamonas, Voromonas) \| \| \| \| |
|                             | \| \| Chromerida (Chromera, Piridium, Vitrella) \| \| \| \| \| \| Colpodellida (Colpodella) \| \| \| \| \| \| Voromonadida (Alphamonas, Voromonas) \| \| \| \| |
|                             | Apicomplexa |
|                             | |
|                             | Chromerida (Chromera, Piridium, Vitrella) |
|                             | |
|                             | Colpodellida (Colpodella) |
|                             | |
|                             | Voromonadida (Alphamonas, Voromonas) |
|                             | |

|  | Chromerida (Chromera, Piridium, Vitrella) |
|  |                                           |
|  | Colpodellida (Colpodella)                 |
|  |                                           |
|  | Voromonadida (Alphamonas, Voromonas)      |
|  |                                           |

|  | obrněnky                  |
|  |                           |
|  | Perkinsozoa/Protalveolata |
|  |                           |

| Chrompodellida/Apicomonadea | \| \| Chromerida (Chromera, Piridium, Vitrella) \| \| \| \| \| \| Colpodellida (Colpodella) \| \| \| \| \| \| Voromonadida (Alphamonas, Voromonas) \| \| \| \| |
|                             | \| \| Chromerida (Chromera, Piridium, Vitrella) \| \| \| \| \| \| Colpodellida (Colpodella) \| \| \| \| \| \| Voromonadida (Alphamonas, Voromonas) \| \| \| \| |
|                             | Apicomplexa |
|                             | |
|                             | Chromerida (Chromera, Piridium, Vitrella) |
|                             | |
|                             | Colpodellida (Colpodella) |
|                             | |
|                             | Voromonadida (Alphamonas, Voromonas) |
|                             | |

|  | Chromerida (Chromera, Piridium, Vitrella) |
|  |                                           |
|  | Colpodellida (Colpodella)                 |
|  |                                           |
|  | Voromonadida (Alphamonas, Voromonas)      |
|  |                                           |

| Chrompodellida/Apicomonadea | \| \| Chromerida (Chromera, Piridium, Vitrella) \| \| \| \| \| \| Colpodellida (Colpodella) \| \| \| \| \| \| Voromonadida (Alphamonas, Voromonas) \| \| \| \| |
|                             | \| \| Chromerida (Chromera, Piridium, Vitrella) \| \| \| \| \| \| Colpodellida (Colpodella) \| \| \| \| \| \| Voromonadida (Alphamonas, Voromonas) \| \| \| \| |
|                             | Apicomplexa |
|                             | |
|                             | Chromerida (Chromera, Piridium, Vitrella) |
|                             | |
|                             | Colpodellida (Colpodella) |
|                             | |
|                             | Voromonadida (Alphamonas, Voromonas) |
|                             | |

|  | Chromerida (Chromera, Piridium, Vitrella) |
|  |                                           |
|  | Colpodellida (Colpodella)                 |
|  |                                           |
|  | Voromonadida (Alphamonas, Voromonas)      |
|  |                                           |

### Vnitřní vztahy
|  | blastogregariny (Siedleckia) Conoidasida |
|  |                                          |
|  | archigregariny (Selenidium)              |
|  |                                          |

|  | Actinocephaloidea (Actinocephaloid, Monocystis, Stenophora)                                                                               |
|  | |
|  | \| \| Porosporoidea (Cephaloidophora, Heliospora) \| \| \| \| \| \| Gregarinoidea (Blabericola, Gregarina, Protomagalhaensis) \| \| \| \| |
|  | |
|  | Porosporoidea (Cephaloidophora, Heliospora)                                                                                               |
|  | |
|  | Gregarinoidea (Blabericola, Gregarina, Protomagalhaensis)                                                                                 |
|  | |

|  | Porosporoidea (Cephaloidophora, Heliospora)               |
|  |                                                           |
|  | Gregarinoidea (Blabericola, Gregarina, Protomagalhaensis) |
|  |                                                           |

|  | Actinocephaloidea (Actinocephaloid, Monocystis, Stenophora)                                                                               |
|  | |
|  | \| \| Porosporoidea (Cephaloidophora, Heliospora) \| \| \| \| \| \| Gregarinoidea (Blabericola, Gregarina, Protomagalhaensis) \| \| \| \| |
|  | |
|  | Porosporoidea (Cephaloidophora, Heliospora)                                                                                               |
|  | |
|  | Gregarinoidea (Blabericola, Gregarina, Protomagalhaensis)                                                                                 |
|  | |

|  | Porosporoidea (Cephaloidophora, Heliospora)               |
|  |                                                           |
|  | Gregarinoidea (Blabericola, Gregarina, Protomagalhaensis) |
|  |                                                           |

|  | blastogregariny (Siedleckia) Conoidasida |
|  |                                          |
|  | archigregariny (Selenidium)              |
|  |                                          |

|  | Actinocephaloidea (Actinocephaloid, Monocystis, Stenophora)                                                                               |
|  | |
|  | \| \| Porosporoidea (Cephaloidophora, Heliospora) \| \| \| \| \| \| Gregarinoidea (Blabericola, Gregarina, Protomagalhaensis) \| \| \| \| |
|  | |
|  | Porosporoidea (Cephaloidophora, Heliospora)                                                                                               |
|  | |
|  | Gregarinoidea (Blabericola, Gregarina, Protomagalhaensis)                                                                                 |
|  | |

|  | Porosporoidea (Cephaloidophora, Heliospora)               |
|  |                                                           |
|  | Gregarinoidea (Blabericola, Gregarina, Protomagalhaensis) |
|  |                                                           |

|  | Actinocephaloidea (Actinocephaloid, Monocystis, Stenophora)                                                                               |
|  | |
|  | \| \| Porosporoidea (Cephaloidophora, Heliospora) \| \| \| \| \| \| Gregarinoidea (Blabericola, Gregarina, Protomagalhaensis) \| \| \| \| |
|  | |
|  | Porosporoidea (Cephaloidophora, Heliospora)                                                                                               |
|  | |
|  | Gregarinoidea (Blabericola, Gregarina, Protomagalhaensis)                                                                                 |
|  | |

|  | Porosporoidea (Cephaloidophora, Heliospora)               |
|  |                                                           |
|  | Gregarinoidea (Blabericola, Gregarina, Protomagalhaensis) |
|  |                                                           |

|  | Protococcidiorida (Eleutheroschizon)                                   |
|  |                                                                        |
|  | Eucoccidiorida (Eimeria, Hammondia, Neospora, Sarcocystis, Toxoplasma) |
|  |                                                                        |

|  | Nephromycida (Cardiosporidium, Nephromyces)                                                                      |
|  | |
|  | \| \| Haemosporidia (Haemoproteus, Plasmodium) \| \| \| \| \| \| Piroplasmorida (Babesia, Theileria) \| \| \| \| |
|  | |
|  | Haemosporidia (Haemoproteus, Plasmodium)                                                                         |
|  | |
|  | Piroplasmorida (Babesia, Theileria)                                                                              |
|  | |

|  | Haemosporidia (Haemoproteus, Plasmodium) |
|  |                                          |
|  | Piroplasmorida (Babesia, Theileria)      |
|  |                                          |

|  | Protococcidiorida (Eleutheroschizon)                                   |
|  |                                                                        |
|  | Eucoccidiorida (Eimeria, Hammondia, Neospora, Sarcocystis, Toxoplasma) |
|  |                                                                        |

|  | Nephromycida (Cardiosporidium, Nephromyces)                                                                      |
|  | |
|  | \| \| Haemosporidia (Haemoproteus, Plasmodium) \| \| \| \| \| \| Piroplasmorida (Babesia, Theileria) \| \| \| \| |
|  | |
|  | Haemosporidia (Haemoproteus, Plasmodium)                                                                         |
|  | |
|  | Piroplasmorida (Babesia, Theileria)                                                                              |
|  | |

|  | Haemosporidia (Haemoproteus, Plasmodium) |
|  |                                          |
|  | Piroplasmorida (Babesia, Theileria)      |
|  |                                          |

|  | Aggregatidae (Aggregata, Merocystis)                                              |
|  |                                                                                   |
|  | \| \| Margolisiella \| \| \| \| \| \| Rhytidocystidae (Rhytidocystis) \| \| \| \| |
|  |                                                                                   |
|  | Margolisiella                                                                     |
|  |                                                                                   |
|  | Rhytidocystidae (Rhytidocystis)                                                   |
|  |                                                                                   |

|  | Margolisiella                   |
|  |                                 |
|  | Rhytidocystidae (Rhytidocystis) |
|  |                                 |

|  | Protococcidiorida (Eleutheroschizon)                                   |
|  |                                                                        |
|  | Eucoccidiorida (Eimeria, Hammondia, Neospora, Sarcocystis, Toxoplasma) |
|  |                                                                        |

|  | Nephromycida (Cardiosporidium, Nephromyces)                                                                      |
|  | |
|  | \| \| Haemosporidia (Haemoproteus, Plasmodium) \| \| \| \| \| \| Piroplasmorida (Babesia, Theileria) \| \| \| \| |
|  | |
|  | Haemosporidia (Haemoproteus, Plasmodium)                                                                         |
|  | |
|  | Piroplasmorida (Babesia, Theileria)                                                                              |
|  | |

|  | Haemosporidia (Haemoproteus, Plasmodium) |
|  |                                          |
|  | Piroplasmorida (Babesia, Theileria)      |
|  |                                          |

|  | Protococcidiorida (Eleutheroschizon)                                   |
|  |                                                                        |
|  | Eucoccidiorida (Eimeria, Hammondia, Neospora, Sarcocystis, Toxoplasma) |
|  |                                                                        |

|  | Nephromycida (Cardiosporidium, Nephromyces)                                                                      |
|  | |
|  | \| \| Haemosporidia (Haemoproteus, Plasmodium) \| \| \| \| \| \| Piroplasmorida (Babesia, Theileria) \| \| \| \| |
|  | |
|  | Haemosporidia (Haemoproteus, Plasmodium)                                                                         |
|  | |
|  | Piroplasmorida (Babesia, Theileria)                                                                              |
|  | |

|  | Haemosporidia (Haemoproteus, Plasmodium) |
|  |                                          |
|  | Piroplasmorida (Babesia, Theileria)      |
|  |                                          |

|  | Aggregatidae (Aggregata, Merocystis)                                              |
|  |                                                                                   |
|  | \| \| Margolisiella \| \| \| \| \| \| Rhytidocystidae (Rhytidocystis) \| \| \| \| |
|  |                                                                                   |
|  | Margolisiella                                                                     |
|  |                                                                                   |
|  | Rhytidocystidae (Rhytidocystis)                                                   |
|  |                                                                                   |

|  | Margolisiella                   |
|  |                                 |
|  | Rhytidocystidae (Rhytidocystis) |
|  |                                 |

|  | blastogregariny (Siedleckia) Conoidasida |
|  |                                          |
|  | archigregariny (Selenidium)              |
|  |                                          |

|  | Actinocephaloidea (Actinocephaloid, Monocystis, Stenophora)                                                                               |
|  | |
|  | \| \| Porosporoidea (Cephaloidophora, Heliospora) \| \| \| \| \| \| Gregarinoidea (Blabericola, Gregarina, Protomagalhaensis) \| \| \| \| |
|  | |
|  | Porosporoidea (Cephaloidophora, Heliospora)                                                                                               |
|  | |
|  | Gregarinoidea (Blabericola, Gregarina, Protomagalhaensis)                                                                                 |
|  | |

|  | Porosporoidea (Cephaloidophora, Heliospora)               |
|  |                                                           |
|  | Gregarinoidea (Blabericola, Gregarina, Protomagalhaensis) |
|  |                                                           |

|  | Actinocephaloidea (Actinocephaloid, Monocystis, Stenophora)                                                                               |
|  | |
|  | \| \| Porosporoidea (Cephaloidophora, Heliospora) \| \| \| \| \| \| Gregarinoidea (Blabericola, Gregarina, Protomagalhaensis) \| \| \| \| |
|  | |
|  | Porosporoidea (Cephaloidophora, Heliospora)                                                                                               |
|  | |
|  | Gregarinoidea (Blabericola, Gregarina, Protomagalhaensis)                                                                                 |
|  | |

|  | Porosporoidea (Cephaloidophora, Heliospora)               |
|  |                                                           |
|  | Gregarinoidea (Blabericola, Gregarina, Protomagalhaensis) |
|  |                                                           |

|  | blastogregariny (Siedleckia) Conoidasida |
|  |                                          |
|  | archigregariny (Selenidium)              |
|  |                                          |

|  | Actinocephaloidea (Actinocephaloid, Monocystis, Stenophora)                                                                               |
|  | |
|  | \| \| Porosporoidea (Cephaloidophora, Heliospora) \| \| \| \| \| \| Gregarinoidea (Blabericola, Gregarina, Protomagalhaensis) \| \| \| \| |
|  | |
|  | Porosporoidea (Cephaloidophora, Heliospora)                                                                                               |
|  | |
|  | Gregarinoidea (Blabericola, Gregarina, Protomagalhaensis)                                                                                 |
|  | |

|  | Porosporoidea (Cephaloidophora, Heliospora)               |
|  |                                                           |
|  | Gregarinoidea (Blabericola, Gregarina, Protomagalhaensis) |
|  |                                                           |

|  | Actinocephaloidea (Actinocephaloid, Monocystis, Stenophora)                                                                               |
|  | |
|  | \| \| Porosporoidea (Cephaloidophora, Heliospora) \| \| \| \| \| \| Gregarinoidea (Blabericola, Gregarina, Protomagalhaensis) \| \| \| \| |
|  | |
|  | Porosporoidea (Cephaloidophora, Heliospora)                                                                                               |
|  | |
|  | Gregarinoidea (Blabericola, Gregarina, Protomagalhaensis)                                                                                 |
|  | |

|  | Porosporoidea (Cephaloidophora, Heliospora)               |
|  |                                                           |
|  | Gregarinoidea (Blabericola, Gregarina, Protomagalhaensis) |
|  |                                                           |

|  | Protococcidiorida (Eleutheroschizon)                                   |
|  |                                                                        |
|  | Eucoccidiorida (Eimeria, Hammondia, Neospora, Sarcocystis, Toxoplasma) |
|  |                                                                        |

|  | Nephromycida (Cardiosporidium, Nephromyces)                                                                      |
|  | |
|  | \| \| Haemosporidia (Haemoproteus, Plasmodium) \| \| \| \| \| \| Piroplasmorida (Babesia, Theileria) \| \| \| \| |
|  | |
|  | Haemosporidia (Haemoproteus, Plasmodium)                                                                         |
|  | |
|  | Piroplasmorida (Babesia, Theileria)                                                                              |
|  | |

|  | Haemosporidia (Haemoproteus, Plasmodium) |
|  |                                          |
|  | Piroplasmorida (Babesia, Theileria)      |
|  |                                          |

|  | Protococcidiorida (Eleutheroschizon)                                   |
|  |                                                                        |
|  | Eucoccidiorida (Eimeria, Hammondia, Neospora, Sarcocystis, Toxoplasma) |
|  |                                                                        |

|  | Nephromycida (Cardiosporidium, Nephromyces)                                                                      |
|  | |
|  | \| \| Haemosporidia (Haemoproteus, Plasmodium) \| \| \| \| \| \| Piroplasmorida (Babesia, Theileria) \| \| \| \| |
|  | |
|  | Haemosporidia (Haemoproteus, Plasmodium)                                                                         |
|  | |
|  | Piroplasmorida (Babesia, Theileria)                                                                              |
|  | |

|  | Haemosporidia (Haemoproteus, Plasmodium) |
|  |                                          |
|  | Piroplasmorida (Babesia, Theileria)      |
|  |                                          |

|  | Aggregatidae (Aggregata, Merocystis)                                              |
|  |                                                                                   |
|  | \| \| Margolisiella \| \| \| \| \| \| Rhytidocystidae (Rhytidocystis) \| \| \| \| |
|  |                                                                                   |
|  | Margolisiella                                                                     |
|  |                                                                                   |
|  | Rhytidocystidae (Rhytidocystis)                                                   |
|  |                                                                                   |

|  | Margolisiella                   |
|  |                                 |
|  | Rhytidocystidae (Rhytidocystis) |
|  |                                 |

|  | Protococcidiorida (Eleutheroschizon)                                   |
|  |                                                                        |
|  | Eucoccidiorida (Eimeria, Hammondia, Neospora, Sarcocystis, Toxoplasma) |
|  |                                                                        |

|  | Nephromycida (Cardiosporidium, Nephromyces)                                                                      |
|  | |
|  | \| \| Haemosporidia (Haemoproteus, Plasmodium) \| \| \| \| \| \| Piroplasmorida (Babesia, Theileria) \| \| \| \| |
|  | |
|  | Haemosporidia (Haemoproteus, Plasmodium)                                                                         |
|  | |
|  | Piroplasmorida (Babesia, Theileria)                                                                              |
|  | |

|  | Haemosporidia (Haemoproteus, Plasmodium) |
|  |                                          |
|  | Piroplasmorida (Babesia, Theileria)      |
|  |                                          |

|  | Protococcidiorida (Eleutheroschizon)                                   |
|  |                                                                        |
|  | Eucoccidiorida (Eimeria, Hammondia, Neospora, Sarcocystis, Toxoplasma) |
|  |                                                                        |

|  | Nephromycida (Cardiosporidium, Nephromyces)                                                                      |
|  | |
|  | \| \| Haemosporidia (Haemoproteus, Plasmodium) \| \| \| \| \| \| Piroplasmorida (Babesia, Theileria) \| \| \| \| |
|  | |
|  | Haemosporidia (Haemoproteus, Plasmodium)                                                                         |
|  | |
|  | Piroplasmorida (Babesia, Theileria)                                                                              |
|  | |

|  | Haemosporidia (Haemoproteus, Plasmodium) |
|  |                                          |
|  | Piroplasmorida (Babesia, Theileria)      |
|  |                                          |

|  | Aggregatidae (Aggregata, Merocystis)                                              |
|  |                                                                                   |
|  | \| \| Margolisiella \| \| \| \| \| \| Rhytidocystidae (Rhytidocystis) \| \| \| \| |
|  |                                                                                   |
|  | Margolisiella                                                                     |
|  |                                                                                   |
|  | Rhytidocystidae (Rhytidocystis)                                                   |
|  |                                                                                   |

|  | Margolisiella                   |
|  |                                 |
|  | Rhytidocystidae (Rhytidocystis) |
|  |                                 |